# Polyceratocarpus angustifolius
Polyceratocarpus angustifolius är en kirimojaväxtart som beskrevs av Jorge Américo Rodrigues Paiva. Polyceratocarpus angustifolius ingår i släktet Polyceratocarpus och familjen kirimojaväxter. Inga underarter finns listade i Catalogue of Life.